# Фуфайка

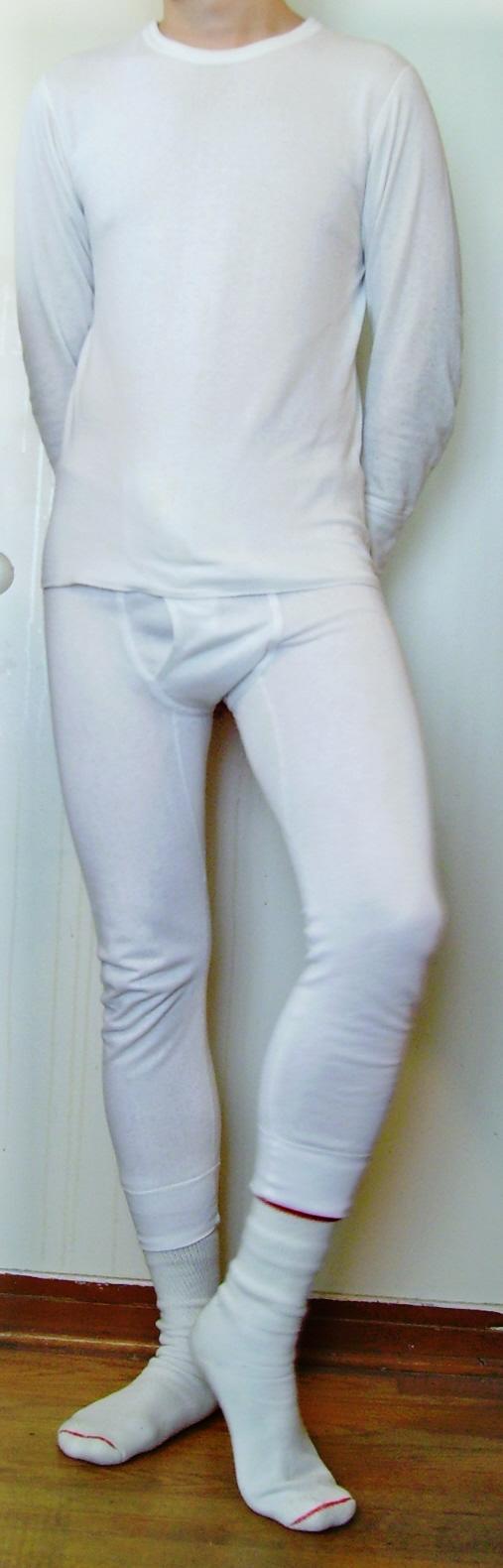
Мужчина в лёгких фуфайке, кальсонах и носках

Фуфа́йка — преимущественно тёплая нательная одежда, закрывающая туловище и руки. 
В значении тёплая нательная одежда слово «Фуфа́йка» известно в русском языке с 1765 года. Название происходит, по-видимому, от диалектных глаголов «хухать», «фукать», означающих "дышать теплом, согревать". Согласно действующему ГОСТу, фуфайка может иметь как длинный, так и короткий рукав, может быть изготовлена из лёгкой, в том числе и синтетической, ткани. Таким образом, под определением «фуфайка» ГОСТ подразумевает также и футболку, а на практике лёгкая фуфайка часто именуется футболкой с длинными рукавами.

## Устаревшие значения
Ранее фуфайкой называли любую утепляющую одежду: кофты, свитеры (толстовки, водолазки), даже ватники. В современном понимании фуфайка выделяется материалом (вязаный или трикотажный) и неэлегантностью. Иногда это слово используется как обобщающее название предметов одежды в этой группе: «Пуловер. Трикотажная фуфайка без воротника и без застёжек, плотно облегающая фигуру». В современном употреблении практически вытеснено словом «свитер» (в эксперименте, где носителям языка предлагали описать одежду людей, 524 раза был использован «свитер» и лишь 2 раза — «фуфайка»).
Д. Н. Ушаков в своём словаре оставляет за «фуфайкой» одно значение: «Тёплая вязаная рубашка без рукавов или с рукавами, надеваемая вниз для тепла или надеваемая сверху». В первом издании словаря русского языка С. И. Ожегова (1949) — то же самое («Тёплая вязаная рубашка»). У Ожегова — Шведовой (4-е издание того же словаря) присутствуют уже два значения: «1. Тёплая вязаная рубашка. 2. То же, что ватник (прост.)»; примерно то же наблюдается и в БТС: «1. Тёплая вязаная шерстяная или байковая рубашка, или безрукавка; свитер. 2. Стёганая ватная куртка; ватник». Примечательно, что в обоих случаях в толковании появляется слово «ватник», а не «телогрейка». В Польше называлась куфайкой (пол. Kufajka). Б. Л. Иомдин отмечает региональный характер такого словоупотребления.